# Prud (Metković)
Prud je naselje u Republici Hrvatskoj, u sastavu Grada Metkovića, Dubrovačko-neretvanska županija. 

## Crkva sv. Ivana Krstitelja
Crkva Sv. Ivana u Prudu sagrađena je 1989. prema nacrtu inženjera Tome Nogolice iz Metkovića. Iste godine blagoslovio ju je tadašnji splitsko-makarski nadbiskup Ante Jurić. 
Duga je 18 m, široka 10 m, a visina zvonika iznosi 17 metara. Ukrašena je slikom Kristova uskrsnuća, radom slikara Ede Petrića, te kipovima sv. Ivana Krstitelja i sv. Leopolda Bogdana Mandića. Bogoslužje svake nedjelje i blagdanima obavlja župnik župe Vid.

## Stanovništvo
Prema popisu stanovništva iz 2001. godine, naselje je imalo 561 stanovnika te 150 obiteljskih kućanstava.,  a prema popisu iz 2011. 497 stanovnika.
| broj stanovnika |       |       | 34    | 103   | 141   | 167   |       |       | 126   | 160   | 155   | 223   | 370   | 417   | 561   | 497   | 448   |
|                 | 1857. | 1869. | 1880. | 1890. | 1900. | 1910. | 1921. | 1931. | 1948. | 1953. | 1961. | 1971. | 1981. | 1991. | 2001. | 2011. | 2021. |

## Obrazovanje
U Prudu djeluje područna osnovna škola.